# Szabó Lajos (bábművész)
Szabó Lajos (Nagyvárad, 1937. április 11. –) magyar bábművész, színész.

## Életpályája
A Színház- és Filmművészeti Főiskola színészi és rendezői szakán folytatta tanulmányait Nagyváradon, majd bábszínészetet tanult Bukarestben a Bábszínészi Főiskolán. 1960 és 1980 között a Nagyváradi Állami Bábszínház tagja volt. 1980 óta az Állami Bábszínház, 1992 óta a Budapest Bábszínház művésze. Vendégként szerepelt a Vojtina Bábszínházban is. Sokoldalú karakterszínész.

## Fontosabb szerepei
- Wilhelm Hauff: A kis Mukk... Janicsár
- Szilágyi Dezső: Ezüstfurulya... Második darabont; Kisbíró
- Fodor Sándor: Csipike, a gonosz törpe... Bagoly; Harkály
- Fodor Sándor: Csipike, a boldog óriás... Első szarvas; Bagoly doktor
- Hans Christian Andersen: A rút kiskacsa... Hal; Első vadkacsa; Holló
- Fazekas Mihály: Lúdas Matyi... Döbrögi
- Grimm fivérek: Piroska és a farkas... Farkas
- Grimm fivérek: Jancsi és Juliska... Jancsi
- Páskándi Géza: Csodatopán... Méregőr; Kocsis
- Tamási Áron: Búbos vitéz... Medve
- Urbán Gyula: A kacsalaki rejtély... Mackó
- L. Frank Baum: Óz, a nagy varázsló... Szárnyas majom
- Alan Alexander Milne: Micimackó... Tigris
- Zsámár Katalin – Gábor Éva: Marcipán cica... Oroszlán; Kalóz; Vasmacska
- Nyikolaj Akszakov: A bíborszínű virág... Förgeteg (rabló)
- Lázár Ervin: A legkisebb boszorkány... Róka (Nagycsillag, Koldus)
- Ali baba és a negyven rabló... Juszuf
- Carlo Gozzi – Heltai Jenő: A szarvaskirály... Koldus

## Rendezése
- Jose Geal: Gézen Guszti (átdolgozó, dramaturg, főszereplő)